# الجمعية النباتية الأمريكية
تُمثل الجمعية النباتية الأمريكية (BSA) علماء النبات المحترفين والهواة، والباحثين، والمعلمين، والطلاب في أكثر من 80 دولة حول العالم. وتعمل كجمعية غير ربحية وفقًا للقسم 501(c)(3) في الولايات المتحدة.

## التأسيس
تأسست الجمعية لأول مرة في عام 1893 كامتداد لنادي النباتات التابع للجمعية الأمريكية لتقدم العلوم في اجتماع عقد في روتشستر، نيويورك، في 22 أغسطس 1892. كانت المبادئ التنظيمية للجمعية هي تعزيز دراسة النباتات في أمريكا الشمالية وإضفاء الطابع المهني على مثل هذه الجهود. في عام 1906، اندمجت المنظمة مع جمعية مورفولوجيا النبات وعلم وظائف الأعضاء والجمعية الأمريكية لعلم الفطريات.

## الروابط الخارجية
- الموقع الرسمي
- أرشيف نشرة علوم النبات
- منشورات الجمعية النباتية الأمريكية في مكتبة التراث للتنوع البيولوجي